# New Orleans Union Station
New Orleans Union Station fu una stazione ferroviaria situata a New Orleans, Louisiana. Fu progettata da Louis Sullivan per l'Illinois Central Railroad e inaugurata il 1° giugno 1892. Si trovava su South Rampart Street, di fronte all'attuale New Orleans Union Passenger Terminal.

## Storia

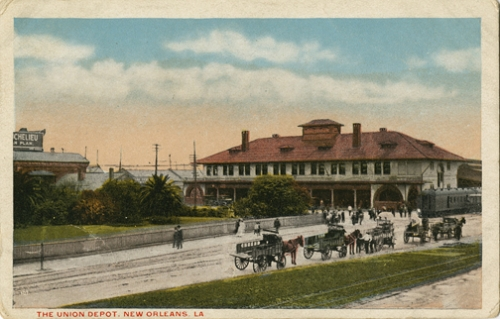
Vagoni nel deposito in una cartolina

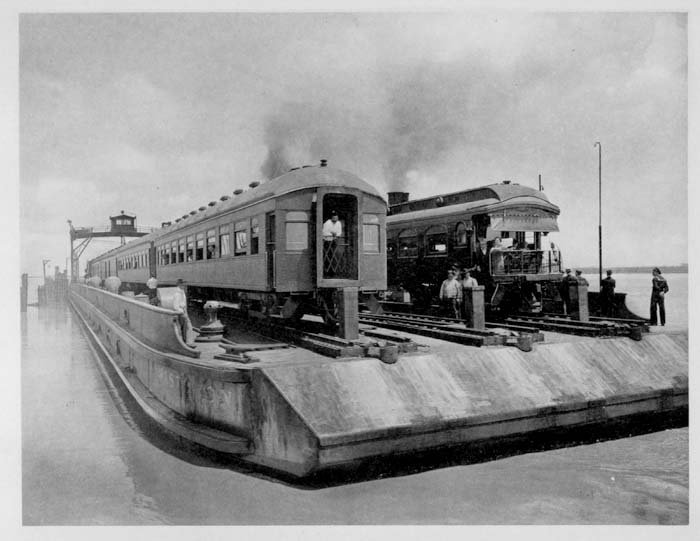
Southern Pacific Railroad a New Orleans

La stazione veniva utilizzata principalmente dall'Illinois Central Railroad come capolinea della sua linea principale da Chicago, incluso il celebre Panama Limited. Tuttavia, serviva anche diverse altre linee, tra cui la Southern Pacific Railroad e il suo Sunset Limited. La Yazoo and Mississippi Valley Railroad, una sussidiaria dell'IC, utilizzava la stazione per i treni provenienti dal Mississippi. I treni della Missouri Pacific (Gulf Coast Lines) da Houston utilizzavano questa stazione, mentre altri treni della Missouri Pacific utilizzavano la T&P Station. Prima della costruzione del ponte Huey P. Long, il Sunset e altri treni della Southern Pacific raggiungevano la stazione con il traghetto da Avondale. Negli anni '40, un totale di 13 treni passeggeri arrivavano e partivano dalla stazione ogni giorno.
La Stazione Union di New Orleans era l'unica stazione ferroviaria progettata dall'architetto Louis Sullivan. Fu costruita nello stile della Scuola di Chicago ben noto dell'architetto e decorata con i suoi classici e iconici ornamenti. Frank Lloyd Wright, capo disegnatore di Adler & Sullivan, fu coinvolto nel lavoro finale sotto la supervisione di Sullivan. La Stazione Union era una struttura a tre piani con tetto a padiglione e cupola, comprendente uffici e sale d'attesa, con un ampio portico con colonne centrali e ingressi ad arco ad entrambe le estremità dell'ingresso.
A New Orleans, al momento della costruzione della stazione, erano presenti diverse altre stazioni ferroviarie, tra cui la Texas Pacific - Missouri Pacific Railway Station su Annunciation St. tra Melpomene e Thalia Streets; la Louisiana and Arkansas Railway - Kansas City Southern Railroad Station al 705 S. Rampart Street; il Southern Railway Terminal al 1125 Canal Street e la Louisville and Nashville Railroad Station, su Canal St. vicino al fiume Mississippi.
La stazione fu demolita nel 1954 e sostituita dall'attuale New Orleans Union Passenger Terminal che consolidò i servizi ferroviari interurbani.